# 埃姆斯计划
埃姆斯计划（英語：Ames Project）是美国二战期间曼哈顿计划中的一个研发计划，由爱荷华州立大学的弗兰克·斯佩丁在爱荷华州埃姆斯市设立，最开始是作为芝加哥大学冶金实验室的分支设立，但后来则脱离开始独立运作。该项目研制出了埃姆斯过程，可以制备曼哈顿计划用于核武器和核反应堆的提纯铀金属。1942年至1945年间，埃姆斯计划制造了超过1,000短噸（910公噸）的铀金属。埃姆斯计划还研制出了钍、铈和铍的制备、铸模方法。1947年，埃姆斯计划改组为埃姆斯实验室。

## 背景
1942 年 2 月，康普顿在芝加哥大学建立了该项目的冶金实验室。其任务是建造核反应堆，以制造用于制造原子弹的钚。为了就组建实验室的化学部门征求意见，身为物理学家的康普顿向赫伯特·麦考伊求助，麦考伊在同位素和放射性元素方面有着丰富的经验。麦考伊推荐了爱荷华州艾姆斯市爱荷华州立大学的弗兰克·斯佩丁，他是稀土元素专家，稀土元素的化学性质与包括铀和钚在内的锕系元素相似。 康普顿邀请斯佩丁担任冶金实验室化学部门的负责人。
由于芝加哥大学空间不足，斯佩丁提议将爱荷华州立大学化学系的部分成员组织起来，因为他在那里有同事愿意提供帮助。双方商定，斯佩丁每周一半时间在艾姆斯实验室，一半时间在芝加哥实验室。他的意图是，当艾姆斯实验室有空位时，工作人员最终会搬到芝加哥，但这从未实现。艾姆斯实验室项目的成功确保了它成为曼哈顿计划中的一个独立实验室。

## 组织
斯佩丁首先招募了爱荷华州立大学的两位科学家同事担任他的副主任：光谱化学和冶金学专家哈利·A·威廉（Harley A. Wilhelm ）担任艾姆斯项目冶金部门负责人，艾拉尔·B·约翰斯（Iral B. Johns）担任钚部门负责人。他们手下有八个科长。艾姆斯项目发展到拥有 90 多名科研人员。员工总数最终超过了 500 人。高级职员会在周日上午开会，回顾前一周的工作并设定下一周的目标，这个过程被称为“Speddinars”。起初，斯佩丁每次会议结束后都必须立即前往芝加哥，但 1943 年初，詹姆斯·弗兰克（James Franck）接替他担任冶金实验室化学部门负责人，这使得斯佩丁可以在艾姆斯花更多时间。他仍然担任冶金实验室的副主任。
斯佩丁很幸运，得到了爱荷华州立大学校长查尔斯·E·弗里利的全力支持，尽管在进行安全检查期间，工程的性质起初无法向他透露。安全检查完成后，弗里利聘请了科学院院长哈罗德·V·加斯基尔担任艾姆斯项目的管理者。美国陆军工程兵团于1942年6月接管了曼哈顿项目，并于1942年底接管了艾姆斯项目。

## 战后
1945 年 10 月 12 日，曼哈顿计划总监Leslie R. Groves Jr.少将访问了爱荷华州立学院，并向该学院颁发了陆军-海军“E”级生产卓越奖，以表彰其在曼哈顿计划铀生产中所发挥的作用。一所学院或大学获得此奖是史无前例的，该奖项通常颁发给工业组织。该奖项的形式是一面旗帜，上面有四颗白星，代表为战争服务两年半。自 2011 年起，该奖项一直在爱荷华州立大学的斯佩丁大厅展出。
1945年11月1日，爱荷华州教育委员会成立了原子能研究所（IAR），作为美国中西部地区研究的协调机构，斯佩丁担任所长。曼哈顿计划继续资助艾姆斯计划的活动，但随着1946年《原子能法》的通过，责任于1947年1月1日移交给了新成立的原子能委员会（AEC）。
1947 年 5 月 17 日，美国原子能委员会将艾姆斯实验室的运营合同授予爱荷华州立大学，该实验室现已成为国家实验室。实验室仍设在爱荷华州立大学校园内，其大部分工作人员由教职员工和研究生组成。斯佩丁一直担任实验室主任，直到 1968 年退休。实验室的行政管理则委托给了美国原子能委员会。永久性建筑建成后，分别于 1948 年和 1950 年开放，随后分别命名为威廉楼和斯佩丁楼。艾姆斯实验室继续专注于化学和冶金学，特别是稀土金属的研究。